# Fe bahà'í

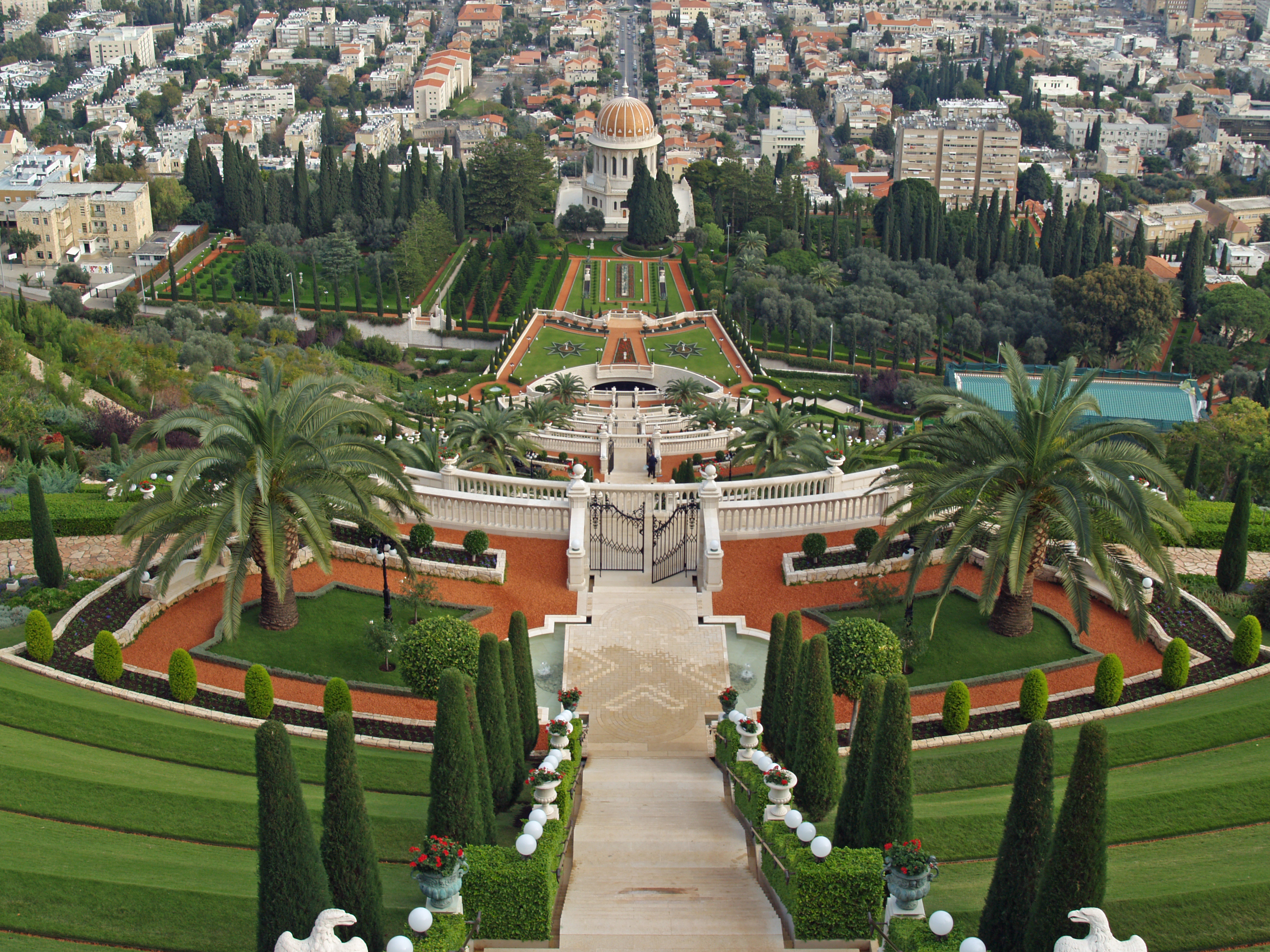
Santuari del Bàb al Centre Mundial Bahà'í, al mont Carmel, a Haifa, Israel

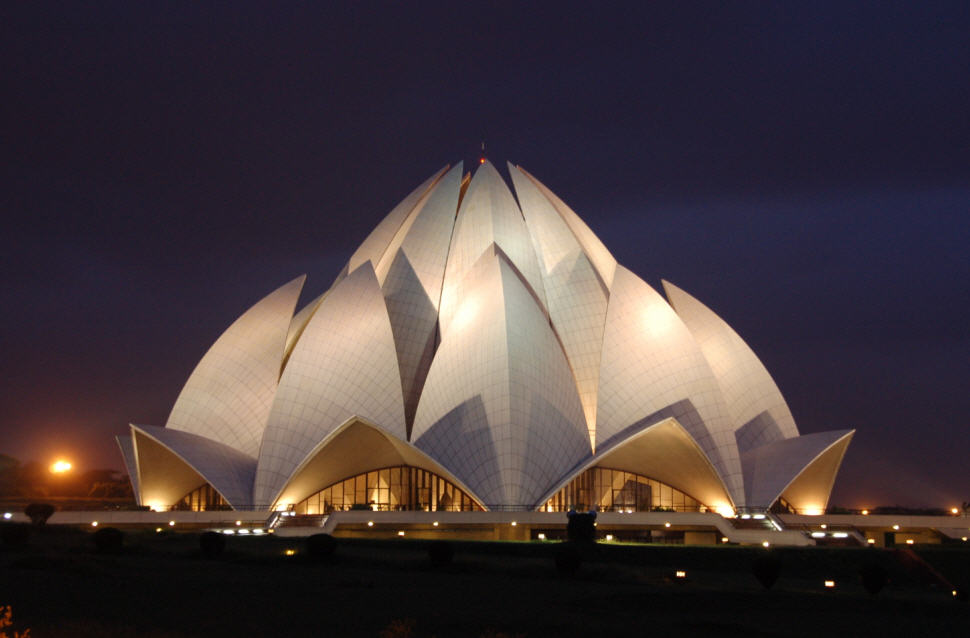
Temple bahà'í en forma de lotus a Nova Delhi

La fe bahai (o bahá'í, segons la transliteració internacional preconitzada) és una religió originària de l'Iran. Va ser fundada el 1863 per Bahà'u'llàh i ha tingut entre els seus promotors destacades figures del pacifisme i l'humanisme, com Lidia Zamenhof, la filla del creador de la llengua auxiliar internacional esperanto. Actualment la fe bahà'í és seguida per més de 7 milions de persones a tot el món. Els bahà'ís sostenen que totes les religions provenen del mateix Déu i que han aparegut amb el missatge de Déu per a la humanitat a mesura que aquesta ha tingut capacitat per rebre'l. El Bàb (en àrab: la Porta) va proclamar ser l'Enviat de Déu per a la seva època l'any 1844 i que preparava la humanitat sencera per a l'arribada d'una nova manifestació de Déu: Bahà'u'llàh.
Aquesta fe refusa el sacerdoci i el ritu i eleva a la categoria de culte tota obra feta en esperit de servei; refusa l'ascetisme i la mendicitat religiosa; prescriu la monogàmia i desaconsella el divorci; afirma l'harmonia essencial de la religió amb la ciència; ensenya la unitat del gènere humà i afirma la necessitat de la unificació de totes les persones, la igualtat d'homes i dones, la creació d'un idioma internacional, l'educació obligatòria i la institució d'una federació política mundial. Aquesta comunitat té un temple a Nova Delhi amb forma de lotus. A l'Iran, on la revolució islàmica considera la fe bahà'í herètica, aquesta religió està prohibida i perseguida.

## Història
La fe bahá’í és una religió que neix a Pèrsia en el segle xix, fundada per Mírzá Husayn-Alí (1817-1892), conegut pels seus seguidors com Bahá’u’lláh ('la glòria de Déu'), considerat com el darrer missatger o profeta. Contràriament a altres religions que defensen la pròpia fe com a única religió veritable, els membres de la fe bahá’í al contrari destaquen la unitat bàsica de totes les religions, afirmant que és l'ésser humà qui, al llarg de la història, ha donat a Déu noms diferents. Així, els bahá’ís reconeixen com a profetes o manifestacions de Déu tant Abraham i Moisès com Buda, Zoroastre, Jesús o Mahoma.
La història de la religió bahá’í va lligada a un moviment precedent, el babisme, nascut a Pèrsia al voltant de Mírzá Alí Muhàmmad (1819-1850), més conegut amb el sobrenom de Báb ('la porta'), el qual es va proclamar encarregat de preparar l'arribada del pròxim missatger de Déu. A causa d'això, ell i els seus seguidors van ser perseguits per part del clergat musulmà xiita dominant a Pèrsia, fins que finalment, el Bab fou executat públicament.
Bahá’u’lláh, que provenia d'una família benestant de Teheran, es va fer seguidor del moviment babí l'any 1844 i es va dedicar al servei dels pobres. Va ser arrestat i desterrat a Bagdad amb la seva esposa i els seus tres fills. Durant l'exili va començar a viure una profunda experiència espiritual, fins al punt que, l'any 1863, va proclamar que ell era la manifestació de Déu que havia estat anunciat pel Báb. A partir d'aquest moment es va consagrar a la difusió de la fe bahá’í, i va escriure el llibre de les lleis bahá’ís, anomenat Kítab-i-Aqdas, 'El Llibre més sagrat'. Al moment de la seva mort hi havia aproximadament cinquanta mil bahá’ís en diversos països de l'Orient Mitjà. Abans de morir, Bahá’u’lláh va nomenar el seu fill gran, Abbás Effendi (1844-1921), successor, considerat per molts com a intèrpret autoritzat de la doctrina del seu pare i propagador de la fe bahá’í per Europa i Amèrica.

## Principis
A més de les pràctiques religioses pròpies d'aquesta tradició, l'ètica bahá’í promou l'esforç personal en bé del servei dels altres i afirma que les obres en bé de la humanitat tenen la mateixa valor que la pregària i la lloança davant Déu. D'aquí el compromís dels fidels bahá’ís en el desenvolupament social dels pobles, mitjançant la creació d'escoles, de clíniques i centres de formació agrícola. L'any 1983, aquest compromís social es va veure augmentat quan la Casa Universal de Justícia Bahá’í (institució legislativa suprema del moviment) va encoratjar els fidels a promoure iniciatives en coherència amb la seva fe amb vista a afavorir el desenvolupament social i econòmic de les regions on eren. Això va fer que, l'any 1987, es passés de 129 a 1.482 organitzacions altruistes bahá’ís reconegudes, nombre que creix encara avui.

## Seguidors
Actualment, la fe bahá’í té més de cinc milions de seguidors en més de dos-cents trenta estats de tots els continents, amb un fort compromís de caràcter social. Són presents a Catalunya de fa prop de seixanta anys, amb centres administratius a Girona, Barcelona, Terrassa, Reus i Tarragona. Els recursos limitats de la comunitat bahá’í de Catalunya no han estat un impediment perquè aquests darrers anys s'emprenguin diferents accions socials destinades a tothom. En coherència amb les seves creences, els bahá’ís treballen al mateix temps en la transformació de la persona i la millora de la societat. Amb diferents programes mundials aplicats en barris i adreçats tant a adults com a nens i joves, els bahá’ís treballen en la formació per a la transformació social i personal, amb la promoció de coneixements i habilitats socials, i en el desenvolupament de l'entensa de la realitat espiritual. Així, poden obrar com a recursos humans eficaços per a la transformació personal i social. Aquest aprenentatge continu i col·lectiu pren la forma de cercles d'estudi interactius que desemboquen en accions concretes a petita escala de servei comunitari en diferents localitats de Catalunya.
A Catalunya, la presència de bahais es coneix d'ençà de dècades, per bé que ha estat en el darrer quart del segle xx que la comunitat ha crescut més notablement. Podem trobar bahais en tot el país, habitualment organitzats en petites comunitats que tenen seu en cases particulars. En el cas de Barcelona, a més a més de diverses comunitats hi tenen un centre obert al públic.